# Emblème de la Mongolie
La version actuelle de l'emblème de la Mongolie fut adoptée en 1992. Il possède comme base, un lotus sacré blanc, symbole de pureté. La trame qui entoure la partie supérieure du dessin est appelée tümen nasan (mongol cyrillique : түмэн насан, vie longue de 10 000 (ans)), symbole de l'éternité. Le cercle d'azur est délimité par la trame qui représente le ciel. Au centre se trouve une combinaison du soyombo, un antique idéogramme qui symbolise « la liberté et l'indépendance de la Mongolie », et du « Corcel du trésor », expression de l'esprit de la Mongolie. 
Dans la partie supérieure, on peut voir le chintamani, symbole du passé, du présent et du futur. La frange de sinople située dans la partie inférieure du cercle est une formation de montagnes qui représente la Terre mère. Dans la partie centrale de la frange se trouve un motif bouddhiste, la roue du Dharma (Dharmacakra). Cette roue est enveloppée du khadag, un foulard symbolisant l'hospitalité.

## Histoire

Emblème du khaganat de Mongolie du Bogdo (1911-1924)
Symbole Soyombo, emblème de la République populaire mongole (1924-1939)
Emblème de la République populaire mongole (1939-1940)
Emblème de la République populaire mongole (1940-1941)
Emblème de la République populaire mongole (1941-1960)
Emblème de la République populaire mongole (1960-1992)